# The Holly and the Ivy

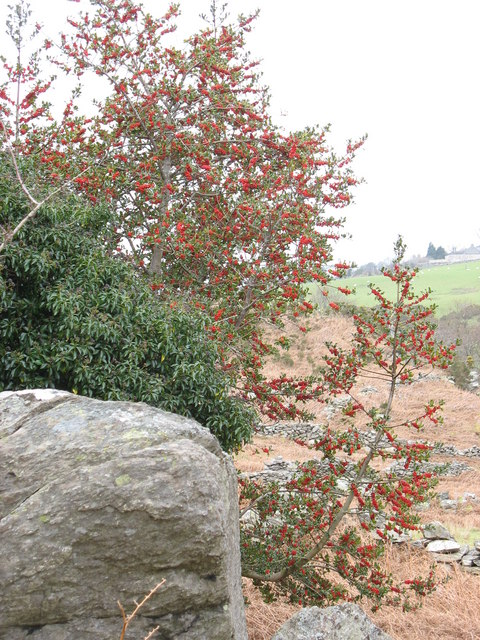
Stechpalme und Efeu

The Holly and the Ivy (Die Stechpalme und der Efeu) ist ein populäres traditionelles englisches Weihnachtslied.
Die Stechpalme mit ihren mit Stachelzähnen besetzten Blättern und roten Beeren stellt mit ihren stacheligen Blättern die Dornenkrone Christi dar, die roten Beeren erinnern an seine Blutstropfen. Die immergrüne Pflanze veranschaulicht nach christlicher Vorstellung „das unvergängliche Leben, das Jesus vermittelte, als er die Dornenkrone trug“.
Die heute bekannteste Fassung des Liedes wurde zuerst von Cecil Sharp veröffentlicht. Eine andere Fassung findet sich in Christmas Carols New and Old von Henry Ramsden Bramley und John Stainer. Es wurde vielfach bearbeitet, darunter von Walford Davies, Reginald Jacques, Matthew Owens und John Rutter (siehe Klangbeispiele).
Es findet sich in vielen Carol-Sammlungen, wie beispielsweise dem Oxford Book of Carols (in einer Fassung von Martin Shaw) oder 100 Carols for Choirs (in der Fassung von Walford Davies).
Der ursprüngliche Symbolgehalt des anonymen Liedes ist mit Fruchtbarkeitsriten verbunden:

„The symbolism of this anonymous carol relates to ancient fertility mythology and the association of the male with holly and good and the female with ivy and evil. It may have accompanied some sort of ritual mating dance.“

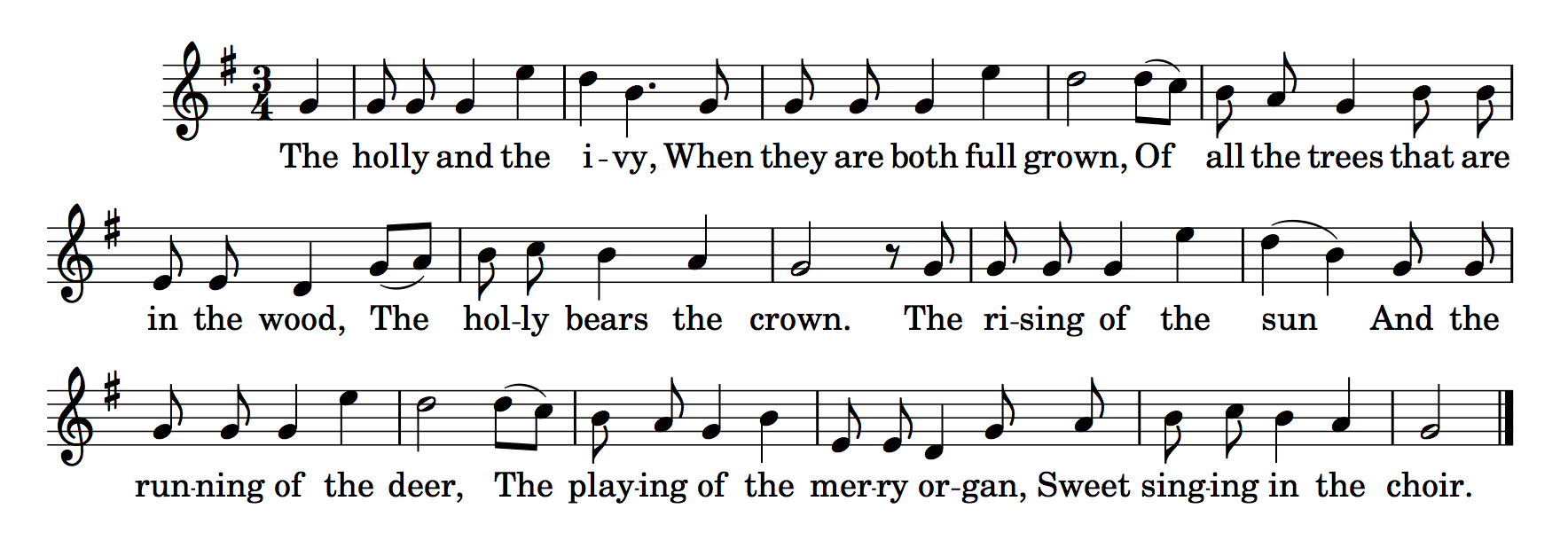
Melodie von The Holly and the Ivy, zuerst veröffentlicht in Sharp, English Folk-Carols (1911)

## Text
| Englisch | Übersetzung |
| --- | --- |
| The holly and the ivy, now are both well grown, Of all the trees that are in the wood, the holly bears the crown. Refrain: Oh, the rising of the sun and the running of the deer, The playing of the merry organ, sweet singing in the choir. The holly bears a blossom as white as lily flower, And Mary bore sweet Jesus Christ to be our sweet saviour Refrain The holly bears a berry as red as any blood, And Mary bore sweet Jesus Christ to do poor sinners good. Refrain The holly bears a prickle as sharp as any thorn, And Mary bore sweet Jesus Christ on Christmas Day in the morn. Refrain The holly bears a bark as bitter as any gall, And Mary bore sweet Jesus Christ for to redeem us all. Refrain | Die Stechpalme und der Efeu, Sind nun beide ganz ausgewachsen; Von allen Bäumen im Wald Trägt die Stechpalme allein die Krone. Refrain: O, der Aufgang der Sonne und das Springen der Hirsche, Das fröhliche Spiel der Orgel, der süße Gesang des Chores. Die Stechpalme trägt eine Blüte So weiß wie die einer Lilie Und Maria gebar den süßen Jesus Christ Damit er unser süßer Heiland sei. Refrain Die Stechpalme trägt eine Beere So rot wie alles Blut Und Maria gebar den süßen Jesus Christ Damit er den armen Sündern Gutes tun kann. Refrain Die Stechpalme trägt einen Stachel So spitz wie ein jeder Dorn; Und Maria gebar den süßen Jesus Christ Am Morgen des Weihnachtstages. Refrain Die Stechpalme trägt eine Rinde So bitter wie jede Galle; Und Maria gebar den süßen Jesus Christ Um uns alle zu erlösen. Refrain |